# Ligne d'Addis-Abeba à Djibouti
La ligne de Addis Abeba à Djibouti est une ligne à voie normale longue de 756 km, reliant Djibouti, la capitale de la république homonyme à Addis-Abeba, capitale de l'Éthiopie.
La ligne, construite entre 2010 et 2016, remplace l'ancien chemin de fer djibouto-éthiopien.

## Contexte
En 2013, grâce à une conjoncture économique favorable, les gouvernements éthiopien et djiboutien sont convenus de la construction d'une nouvelle ligne reprenant le tracé de l'ancien chemin de fer djibouto-éthiopien fermé depuis 2010. Cette nouvelle ligne électrifiée doit permettre de faciliter le transit de 90 % des importations éthiopiennes transitant par le port de Djibouti, depuis que l'Éthiopie a perdu sa façade maritime à la suite de l'indépendance de l'Érythrée en 1993.
Les deux gouvernements ont bénéficié du soutien financier et technique de la Chine, puisque le financement de 3,4 milliards de dollars est assuré à 70 % par la Exim Bank of China, tandis que la China Civil Engineering Construction Corporation (en) (CCECC) a été désignée comme maître d'œuvre du nouveau chantier ferroviaire.
Cette ligne est la première étape du Second Growth and Transformation Plan (« second plan de croissance et de développement ») initié par le gouvernement éthiopien et prévoyant la construction de 2 500 km de voies ferrées supplémentaires d’ici à 2020 destinées à relier les grandes villes du pays.

## Construction
Les travaux qui ont débuté en 2013 comprennent la construction d'une ligne électrifiée à double voie à écartement standard d'une longueur de 756 km, desservant une vingtaine de gares. Le tronçon éthiopien mesure 670,7 km par Dire Dawa, tandis que 82 km traversent la république de Djibouti. Le tronçon djiboutien a été achevé en août 2015.
Le premier train de fret a relié Djibouti à Merebe Meserma (112 km d'Addis Abeba) le 21 novembre 2015. L'ancienne gare d'Addis-Abeba (située en plein centre-ville au bout de Churchill Avenue) a été désaffectée, tandis que la gare de Feri-Labu a été construite une douzaine de kilomètres au sud-ouest du centre-ville de la capitale (8° 55′ 56″ N, 38° 41′ 17″ E), près de la ville d'Alem Gena.
L'inauguration officielle de la nouvelle ligne a eu lieu le 5 octobre 2016, le lancement de l'exploitation étant prévu quelques mois plus tard,. Cependant, la mise en service de la ligne n'est effective que le 1er janvier 2018.
L'exploitation est assurée par deux sociétés différentes, la « Ethiopian Railways Corporation » pour la partie éthiopienneet la « Société djiboutienne de chemin de fer »pour la partie djiboutienne de la ligne.

### Sources
- Cet article est partiellement ou en totalité issu de l'article intitulé « Chemin de fer djibouto-éthiopien » (voir la liste des auteurs).